# Пальмен, Иоган Аксель
Иоган Аксель Пальмен (фин. Johan Axel Palmén ; 7 ноября 1845, Гельсингфорс, Великое княжество Финляндское, Российская империя — 7 апреля 1919, Форсса, Финляндия) — финский биолог, зоолог, орнитолог, географ, профессор, доктор наук, член-корреспондент Петербургской академии наук.

## Биография
Представитель баронского рода Пальмен. В 1864 году окончил Гельсингфорский лицей. Выпускник Гейдельбергского университета.
В 1875 году защитил докторскую диссертацию на тему о миграции птиц и их миграционных путях. В том же году был назначен доцентом зоологии, а в 1882—1908 — профессор Хельсинкского университета.
В 1894 году избран членом-корреспондентом Санкт-Петербургской академии наук.
Привлёк к себе общественное внимание, занимаясь вопросами эволюции.
Основал в 1902 на полуострове Ханко первую в Финляндии биологическую исследовательскую станцию, которую завещал Хельсинкскому университету. Первым в стране начал проводить кольцевание птиц.
Был также пионером в области охраны окружающей среды Финляндии.